# 111
111 је била проста година.

## Догађаји
- Цар Трајан шаље Плинија Млађег за гувернера (легатус Аугусти) Битиније